# Lijst van burgemeesters van 's Gravenmoer
Dit is een lijst van burgemeesters van de voormalige Nederlandse gemeente 's Gravenmoer (ook wel  's-Gravenmoer) tot die gemeente op 1 januari 1997 opging in de gemeente Dongen.
| Ambtsperiode | Naam burgemeester    | Leven     | Partij of stroming | Bijzonderheden                                     |
| ------------ | -------------------- | --------- | ------------------ | -------------------------------------------------- |
| 1782-1794    | Willem Gerard Loeff  |           |                    |                                                    |
| 18?? - 1830? | Johannes Loeff       | 1764-1830 |                    |                                                    |
| 1830 - 1867  | Cornelis Loeff       | 1791-1871 |                    |                                                    |
| 1867 - 1909  | Johannes Loeff       | 1831-1914 |                    |                                                    |
| 1910 - 1946  | Dingeman Smits       | 1884-1962 |                    | Bij installatie jongste burgemeester van Nederland |
| 1946 - 1962  | G.J. de Raadt        | 1900-1962 |                    | Plotseling overleden op 26 oktober 1962            |
| 1963 - 1968  | J.L. Koopman         | 1918-1968 | ARP                | Verongelukt samen met zijn gezin op 28 juni 1968   |
| 1969 - 1980  | Bernard (B.) Beukema | 1917-1980 | ARP                |                                                    |
| 1980 - 1993  | Frans (F.) Mostert   | *1939     | CDA                |                                                    |
| 1993 - 1997  | Koos (J.) Combée     | 1930-2020 | VVD                | waarnemend                                         |